# Sõmera
Sõmera − wieś w Estonii, w prowincji Sarema, w gminie Kärla.